# Un et un font six
Un et un font six est une série télévisée française diffusée à partir du 17 novembre 1997.

## Synopsis
Paul Poirier travaille à AIR EUROPE avec Laurence Degrave qui est sa compagne depuis deux ans. Paul a deux filles : Sophie et Julie. Laurence a deux fils : Grégoire et Raphaël. Un concours de circonstance amène cette famille recomposée à cohabiter dans une demeure offerte en héritage par Tante Loli...

## Distribution
- Pierre Arditi : Paul
- Brigitte Fossey : Laurence
- Vincent Lecœur : Grégoire épisodes 1 à 6
- Bérénice Bejo : Sophie épisodes 1 à 6
- Ludwig Briand : Raphaël épisodes 1 à 6
- Estefanía Castro : Julie épisodes 1 à 6
- Samantha Rénier : Alexandra
- Didier Dijoux : Mathieu
- Philippe Ogouz : Dugoin
- Danielle Darrieux : Tante Loli
- Anny Duperey : Judith Guizien
- Pierre Vaneck : l'ex-mari de Laurence
- Miglen Mirtchev : Homme de main allemand
- Alexandra Winisky : Sophie épisodes 7 et 8
- Loïc Corbery : Grégoire épisodes 7 et 8
- Armelle Deutsch : Julie épisodes 7 et 8
- Guillaume Romain : Raphaël épisodes 7 et 8
- Valentina Sauca : Valentina
- Jean-Michel Tinivelli : Thierry
- Julie Dray : Clémentine
- Bertrand Lacy
- Pascal Renwick : Lalonde
- Frédéric Quiring

## Épisodes
1. Crise de confiance
2. Ça passe ou ça casse
3. Chère maison
4. Très chère maison
5. Être père c'est l'enfer
6. Papa, qui es-tu?
7. Vive la mariée !
8. Chassé-croisé